# Kras v Evropi
Kraška ozemlja v Evropi zavzemajo veliko površine, ki pa ni povsod enako raziskana. Nekatere države so se začele zelo pozno zanimati za krasoslovje.
Tu so omenjeni samo večji in bolj raziskani predeli Evropskega krasa, po državah v abecednem redu.
- Anglija nima visokih gorstev, ki bi privabljala planince, zato je pa tem bolj razvito jamarstvo, predvsem v Peninskem gorstvu. Pokrajina Yorkshire je tudi na površju izrazito kraška. Najgloblja (308 metrov) in druga najdaljša jama je Ogof Ffynnon Ddu (skoraj 50 km) v Walesu.
- Avstrijski kras je verjetno najbolj preučeno kraško ozemlje. Dokler je naš kras spadal k monarhiji, so ga Avstrijci pridno preučevali, po prvi svetovni vojni pa so se omejili na odkrivanje in preučevanje svojih oblik zakrasevanja. V glavnem gre za visokogorski kras, brez večjih kapniških pojavov. Kljub temu so jame turistično opremljene in zelo obiskane. Ena od jam, ki jih krasijo kapniki, je Katerloch pri kraju Weiz.
- Bolgarija ima več manjših kraških področij, ki skupno pokrivajo 14 % državne površine. Doslej so jamarji odkrili okoli 2300 jam in nekatere od teh so odprli za turizem. V jami Magura je preko sto stenskih risb iz predzgodovinskih časov.
- Da so Čehi sorazmerno zgodaj začeli proučevati kraške pojave, potrjujejo njihovi domači izrazi za nekatere besede, ki so v svetovno terminologijo sicer prišle iz slovenščine. Tako ne uporabljajo besede dolina v pomenu kraške doline, pač pa v splošnem pomenu nižava ali globel. Kraško dolino imenujejo po svoje krasové údolí, vrtačo pa závrt, kar pomeni, da so jo poznali pred mednarodnim poimenovanjem. Lahko sklepamo celo, da so  nekateri Čehi sodelovali s slovenskimi raziskovalci našega krasa v poznem devetnajstem in zgodnjem dvajsetem stoletju, verjetno nekje v dobi političnega panslavizma. Na ta način bi lahko razložili na primer češko besedo ponor, ki jo mi uporabljamo za kraški pojav izginotja reke v zemljo. Tudi izraz jazbina, ki se v Brkinih še uporablja ne samo za jazbečev brlog, ampak tudi za večjo votlino, morda prihaja iz besede jeskyně, ki v češčini pomeni jamo. Ozemlje na jugozahodu Češke republike imenujemo Češki kras, na njenem jugu pa Moravski kras. V Češkem krasu je najbolj znana Koněpruska jama, kjer so v petnajstem stoletju husiti kovali denar. Na Moravskem krasu je veliko jam in večinoma so opremljene za turizem. Toda obiskovalcu se splača raje občudovati površinske oblike Moravskega krasa, ki so prava »kraška šola«, saj so lepo razvidni malone vsi fenomeni zakrasevanja.
- V Franciji je skoraj 20 % ozemlja kraškega izvora. Nekatere oblike francoskega krasa so popolnoma različne od klasičnih, na primer ozke in plitve doline v bližini Marseilla ali edinstven tip kraškega izvira Vaucluse v gorovju Vercors. Značilnost tega kraškega področja je obilica brezen. Prav v Vercorsu so leta 1953 odkrili skoraj 1200 metrov globoko brezno, ki sodi med najgloblja na svetu. Približno iste globine je tudi brezno Pierre Saint Martin, ki v globini prehaja na Špansko ozemlje.
- Grčija ima manj razvidno kraško pokrajino, ker so nekateri tipični pojavi, na primer vrtače, skoraj odsotni. Čeprav je zelo veliko izvirov, je le malo ponorov. Obširna kraška polja so večinoma bonificirana in jame se izkoriščajo za turizem.
- Hrvaška ima najbolj razvito kraško pokrajino na območju Dinarskega gorovja.
- Irska je po obsežnosti glede na državno ozemlje na drugem mestu v Evropi za Slovenijo. Tudi neuki prebivalec našega Krasa, ki bi potoval po Irski, bi takoj opazil, da gre za pretežno kraško pokrajino, a vendar različno od naše. Strokovnjak bi razliko upravičil s hladnejšim podnebjem tistih krajev. Ledeniško delovanje, ki je na Slovenskem omembe vredno samo ponekod v Julijcih, je na Irskem izredne važnosti. Ledeniki namreč ponekod varujejo apnenec pred padavinsko erozijo, medtem ko drugod nasprotno preprečujejo odtok površinske vode. Zato je potek zakrasevanja različen od klasičnega.
- V Italiji so kraška tla razen v Alpah tudi v Apeninih. Najbolj znana je jama Castellana pri mestu Bari. Čeprav je jama zelo obširna (2 km), je bila odkrita šele leta 1938. Vstop vanjo je na dnu velike udorne jame. Tudi Sicilija in Sardinija sta kraški, a še malo preučeni področji. Na delu Klasičnega krasa, ki pripada Italiji (Tržaška pokrajina), je ena največjih jam v Evropi. Imenuje se Grotta Gigante ali po slovensko Briškovska jama.
- Madžari zelo cenijo svoj sicer skromni kras. Tako je na primer jama Baradla bogato opremljena za turizem, saj v njej potekajo celo koncerti. Ta jama je del večjega slovaško-madžarskega sistema jam, ki pa zaradi državne meje ni proučen kot enota. Šele v zadnjih letih so ozemlje na obeh straneh meje proglasili za narodni park in začeli odstranjevati železne pregrade, ki so v rovih zaznamovale mejo.
- Švabska Jura v Nemčiji je za naše oči »nepravi« kras, saj nikjer ne opazimo značilne kraške griže in vmes posejanih vrtač. Ozemlje je namreč popolnoma poraščeno, a premore četrtino vseh nemških jam, ki jih je že blizu 50. V strugi Donave je več ponorov, ki po 12 km ustvarjajo izvir Aacha. Zanimivo je, da se Aach izliva v Ren in z njim v Atlantski ocean, medtem ko Donava odteka v Črno morje. Eno najpomembnejših evropskih razvodij poteka torej po podzemlju. V pokrajini Rübeland je več jam, ki so znane še iz sedemnajstega stoletja. V nekatere so prinesli proteuse iz Postojnske jame, ki se pa tu niso razmnožili. Razen teh apnenčastih tvorb, je v Nemčiji veliko kraških pojavov v soli in gipsu. Bodisi zaradi pridobivanja soli kot zaradi naglega naravnega raztapljanja se te površine hitro spreminjajo in se torej kras ne ohranja.
- Poljska se dolgo ni zavzela za ohranitev krasa, ki je tod starejši in zato brez izrazitih površinskih oblik. Razen nekaterih apnenčastih jam, je kraško poreklo opaziti le v rudnikih in ponekod na površju z osamelimi tvorbami kapniškega izvora. V Poljskih jamah so našli veliko ostankov praživali, nekatere še iz miocena.
- V Romuniji je preko 1000 kraških jam in brezen, veliko še neraziskanih. Zelo znana je »ledena jama« Scăriosoara, v kateri znanstveniki sistematično preučujejo in opazujejo ogromno plast ledu v zvezi s postopnim planetarnim segrevanjem.
- Na Slovaškem je največja in najlepša jama Demänovská jaskyňa v treh delih, ki skupno obsegajo več kot 20 km. Na vzhodnoslovaškem krasu, ki se lokalno imenuje Slovenský kras, je blizu 200 jam in brezen raznih velikosti. Najdaljša jama je Domica, ki se preko državne meje z Madžarsko imenuje Baradla, ki so jo nekdaj najbolje poznali tihotapci.
- Na ozemlju bivše Sovjetske zveze je povsod veliko kraških ozemelj, a zadevna proučevanja niso prodrla v zahodno literaturo. Kolikor znano, je preko 700 jam raziskanih in strokovno opisanih. Starejše apnenčaste oblike so v Altajskem gorstvu in na Uralu, medtem ko je na Kavkazu in predvsem na polotoku Krimu razvit kras klasične oblike.
- Švica se razumljivo lahko pohvali z visokogorskim krasom, ki je tudi turistično precej znan, kakor pač ostali kraji države. Najbolj zanimiva je jama Höhlloch, najdaljša v Evropi (okoli 120 km), po kateri v spodnjih nadstropjih teče voda. Baje so jamarji, ki jo obiskujejo, vedno bogato opremljeni s potrebščinami za preživetje, saj se je že velikokrat zgodilo, da je voda nenadoma narasla in za več tednov preprečila raziskovalcem izstop.
- Ukrajina je država z največjimi jamami v Evropi (Optimističeska jama 208 km, Ozerna jama 111 km, Zoluška 90 km), a se trenutno ne zavzema preveč za njihovo raziskovanje. Tudi jamski turizem še ni razvit.